# سوء فهم الجناية
سوء فهم الجناية (بالإنجليزية: Misprision of felony)‏، يْعد شكلاً من أشكال سوء التفسير، وجريمة بموجب القانون العام في إنجلترا. لم تعد نشطة في العديد من بلدان القانون العام. وحيثما كانت نشطة أو مازالت نشطة، تصنف على أنها جنحة.
وهو يتألف، من عدم إبلاغ السلطات المختصة بالعلم بالجريمة. تم إجراء استثناءات لأفراد عائلة الجاني المقربين، حيث قد يؤدي الكشف عن الجريمة إلى تجريمه لتلك المخالفة، أو غيرها.
في بعض الحالات، تم استبدال الخطأ، بجريمة قانونية أكثر تحديدًا. على سبيل المثال، في إنجلترا، وويلز، ينص قانون عام 1967، على أن الشخص الذي لديه معلومات قد تؤدي إلى مقاضاة مرتكبي جريمة ما، يمكن القبض عليهم، والذي يوافق على قبول المقابل، مقابل عدم الإفصاح عنهم، يكون عرضة للسجن عند الإدانة، بناء على لائحة اتهام.